# 프로젝트웨어

## 프로젝트웨어
프로젝트웨어(Projectware)는 (주)한과박소프트에서 2006년 개발하여 서비스하고 있는 그룹웨어이다. 기존의 그룹웨어 기능 이외에 프로젝트 개념이 추가된 멀티 그룹웨어를 말한다.
기존의 그룹웨어가 하나의 통합프로젝트를 동시에 수행할 수 있는 소프트웨어라면 프로젝트웨어는 통합 프로젝트 이외에 개별 프로젝트를 무한대로 생성할 수 있으며, 각각의 프로젝트별로 독자적 커뮤니티를 구성하여 관리할 수 있는 소프트웨어이다.

## 최신버전 출시 - 비비그룹웨어
(주)한과박소프트에서는 2018년 3월 프로젝트웨어의 최신버전을 비비그룹웨어라는 제품명으로 바꾸어 서비스를 시작했다.
비비그룹웨어는 프로젝트웨어에 탑재된 기능이 대폭 향상된 클라우드 버전의 협업 그룹웨어이다.

### 제품 홈페이지
http://www.hnpsoft.com